# Senna multiglandulosa
Senna multiglandulosa là một loài thực vật có hoa trong họ Đậu. Loài này được (Jacq.) H.S.Irwin & Barneby miêu tả khoa học đầu tiên.

## Hình ảnh

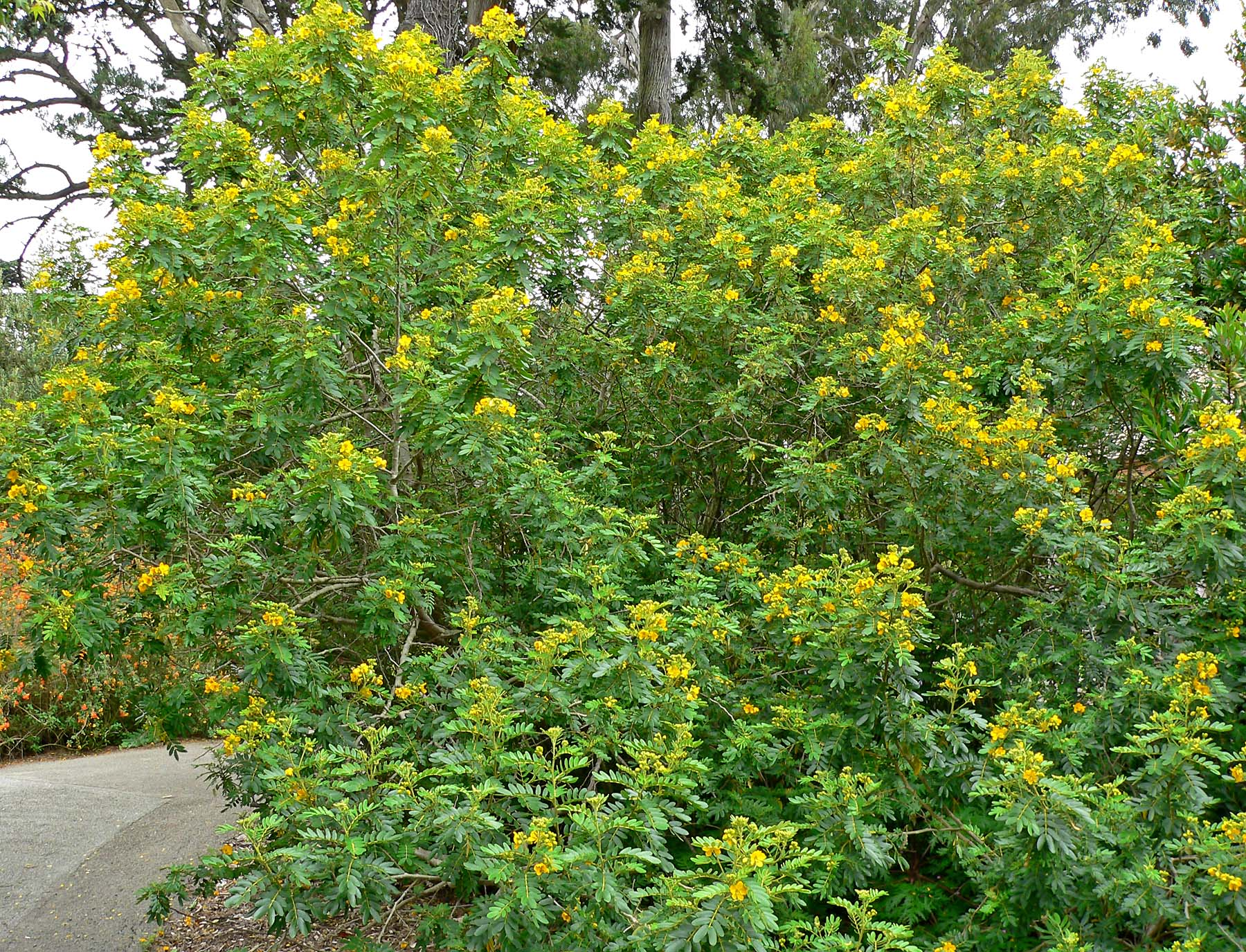
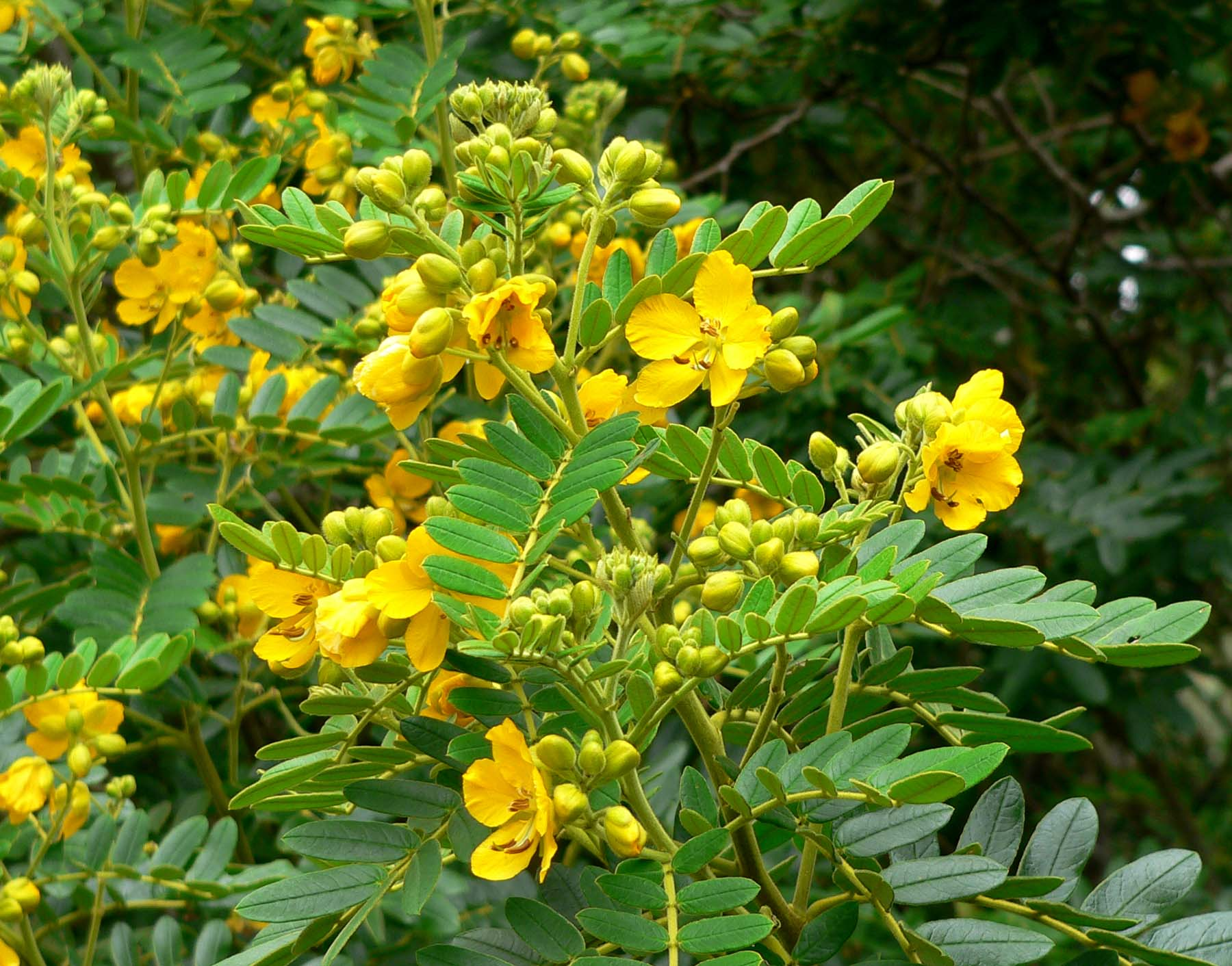
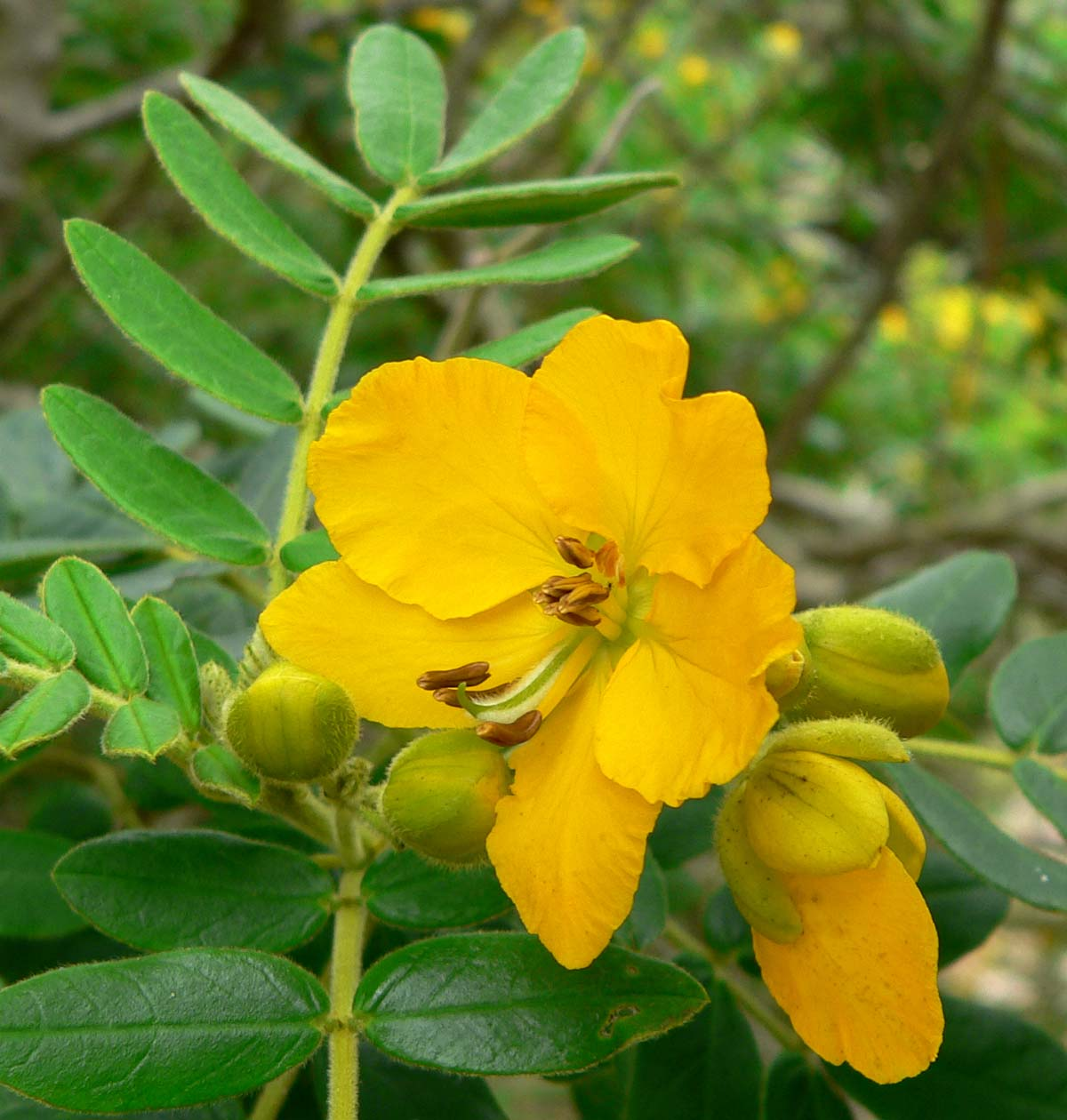
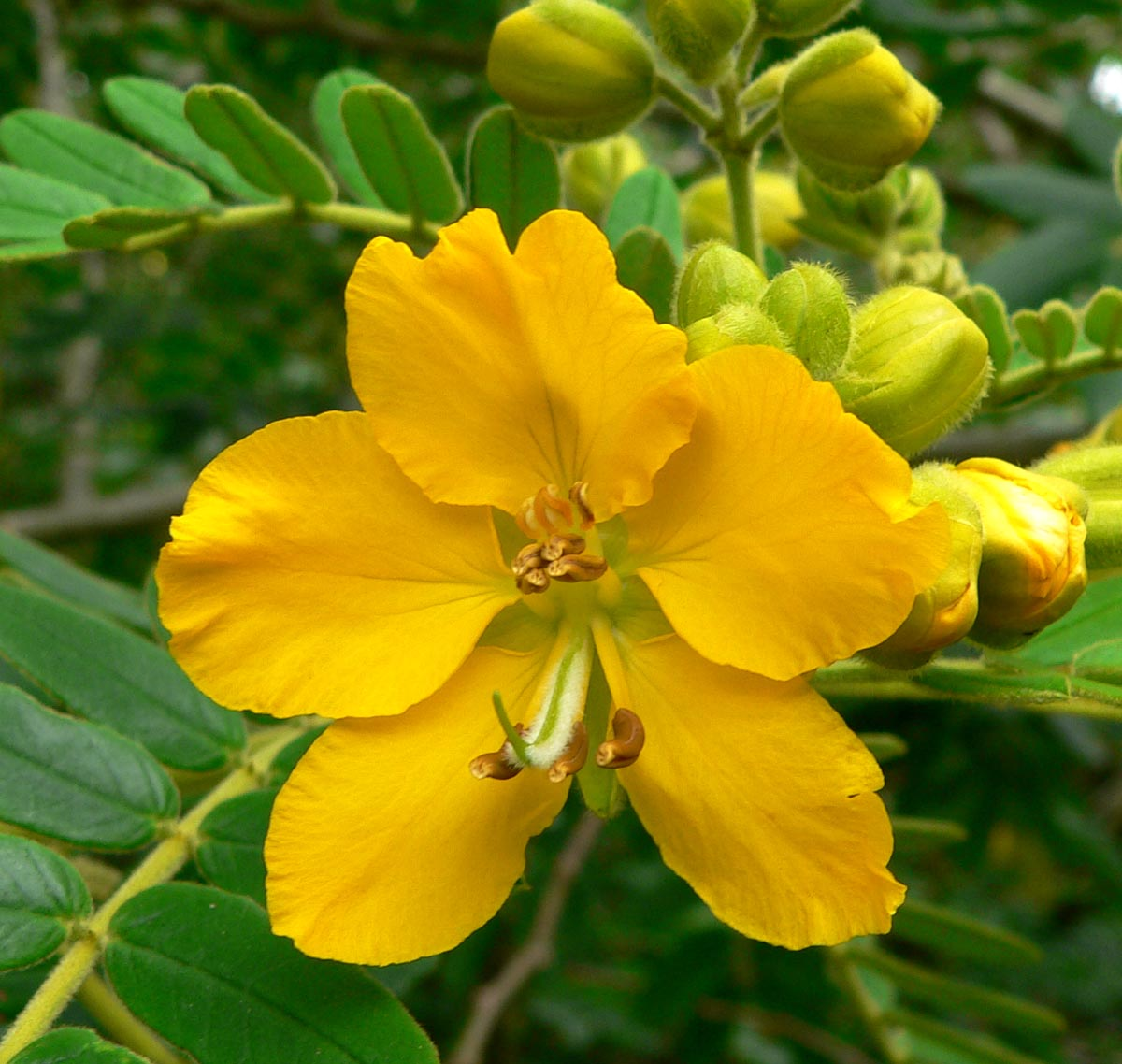